# 伊恩·斯蒂文森
伊恩·普莱蒂曼·斯蒂文森（英語：Ian Pretyman Stevenson；1918年10月31日—2007年2月8日）是一位在加拿大出生的美国精神科医生，是弗吉尼亚大学医学院感知研究部的创始人和首任主任。他在弗吉尼亚大学医学院担任教授长达50年，1957年—1967年担任该院精神病学系主任，1967年—2001年担任卡尔森精神病学教授，2002年—2007年去世前担任精神病学研究教授。
作为弗吉尼亚大学医学院感知研究部（初称“人格研究部”）的创始人和主任，斯蒂文森以其长期研究具有转世迹象的案例而闻名——即情感、记忆甚至身体特征可以从一次转世传递到另一次转世。在他进行国际实地研究的40年间，他研究了3000例声称记得前世的儿童案例。他的观点是，某些恐惧症、恋物症、异常能力和疾病无法完全用遗传学或环境来解释。他认为，除了遗传和环境外，转世可能提供了第三个因素。
1982年，斯蒂文森帮助创立了科学探索学会。他是关于转世的大约300篇论文和14本书的作者，包括《二十个暗示转世的案例》（1966年）《转世类型的案例》（4卷，1975年—1983年）和《欧洲转世类型的案例》（2003年）。他在1997年发表的著作《转世与生物学：对先天性胎记和先天缺陷病因学的贡献》中报告了200例胎记和先天缺陷似乎与儿童回忆的死者的伤口有某种对应关系的案例。他为普通读者写了同样研究的简短版本：《转世与生物学的交汇处》（1997年）。
斯蒂文森在提出有关转世的观点时非常谨慎。他强调，他收集的信息只是表明转世可能性的证据，但并不能证明它的发生。然而，他确实相信自己已经提出了一个必须认真对待的转世证据体系。他说：“这些证据并非毫无瑕疵，当然也无法强迫人们相信这种观点。即使是最好的证据也可以被解释为其他可能性，只能用来谴责那些说根本没有证据的人。”
对他的研究的反应褒贬不一。在《纽约时报》对斯蒂文森的讣告中，玛格丽特·福克斯写道，斯蒂文森的支持者认为他是一个被误解的天才，他的批评者认为他是认真但轻信的，而大多数科学家简单地忽略了他的研究。斯蒂文森的研究基于被科学界认为不可靠的轶事案例报告，因为他没有进行受控的实验性工作。他的案例报告也受到批评，因为它们包含错误和遗漏。批评者认为，最终斯蒂文森的结论受到了确认偏见、错误和动机推理的影响。支持他工作的人包括吉姆·B·塔克，他是弗吉尼亚大学的一名精神病学家，也是斯蒂文森创立的部门的同事。